# Charles Lotin Hildreth
Charles Lotin Hildreth (28 agosto 1853 – 29 agosto 1896) è stato uno scrittore, poeta e giornalista statunitense attivo nel campo della fantascienza.
Il suo personaggio immaginario più famoso è Edward Mordake, diventato una leggenda metropolitana.

## Biografia

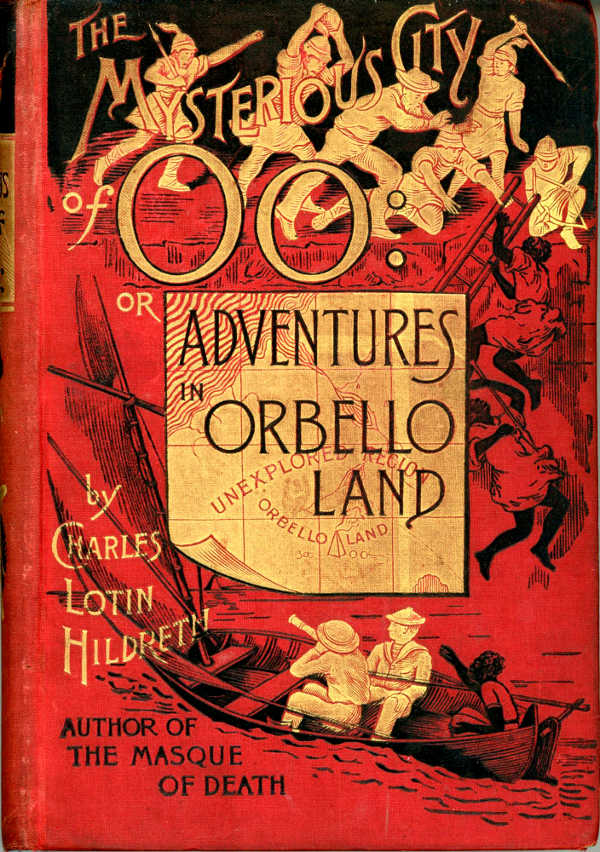
The Mysterious City of Oo: Adventure in Orbello Land, 1889

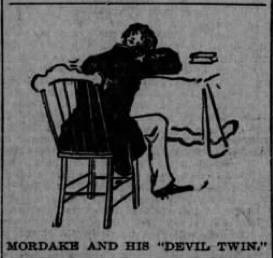
Edward Mordake (Boston Sunday Post) 1885

Charles Lotin Hildreth fu un giornalista, poeta e scrittore statunitense, autore di opere per giovani adulti e diventato famoso dopo la sua morte, per aver pubblicato sul Boston Sunday Post dell'8 dicembre 1885 un articolo dove descriveva alcune presunte anomalie genetiche quali: una "donna-pesce di Lincoln", una ragazza per metà umana e per metà granchio, il "bambino-melone di Radnor", un uomo con i piedi al posto delle mani, un altro con due paia di occhi uno sopra l’altro, un individuo con orecchie simili a quelle di un asino, il "ragno di Norfolk", dotato di testa umana, corpo sferico e sei zampe pelose. Tutte bizzarrie, che a dire di Hildreth furono trovate sfogliando vecchi articoli della Royal Scientific Society che poi si scoprì non esistere.
Tra questi il famoso caso di Edward Mordake, diventato una nota leggenda metropolitana. Con lo pseudonimo di Edward Mordrake è stato citato nella nota serie televisiva American Horror Story, con un episodio a lui dedicato.

## La leggenda di Edward Mordake
In pieno periodo vittoriano (XIX secolo), questo personaggio dell'immaginazione divenne famoso attraverso un trattato di medicina chiamato Anomalies and Curiosities of Medicine, scritto nel 1896 da George M. Gould e Walter Lytle Pyle.
Secondo la storia, Edward era affetto da una grave malformazione fisica: la presenza di un secondo volto posto sulla nuca. Il volto non poteva nutrirsi o parlare ad alta voce, ma poteva ridere e piangere. Talvolta, dice la leggenda, fu visto atteggiarsi in varie smorfie di cattivo gusto. Questo rese la vita di Mordake molto problematica e spesso piangeva per la bizzarra condizione del suo stato o per la frustrazione data dal fatto che il volto posteriore sembrava schernirlo al percepire di tali pianti.
A soli 23 anni Edward Mordake si suicidò procurandosi del veleno e lasciando una lettera in cui chiedeva che il suo volto demoniaco fosse rimosso per timore che esso potesse continuare a sussurrargli cattiverie anche nella tomba. Su sua esplicita richiesta venne inumato in un luogo desolato, senza alcuna denominazione che potesse identificarne il sepolcro. 
Questo racconto è il frutto dell'opera creativa di Charles Lotin Hildreth, che pubblicò la sua storia sul Boston Sunday Post, l'8 dicembre 1895.

## Opere
- The Mysterious City of OO: Adventures in Orbello, 1889
- The Masque of death and other poems, 1889
- Pictorial New York and Brooklyn: A Guide to the Same and Vicinity, 1892